# Веймарн, Иван Фёдорович
Иван Фёдорович Веймарн (нем. Gustav Johann Ferdinand von Weymarn; 1800—1846) — генерал-адъютант, профессор Академии Генерального штаба.

## Биография
Родился 14 (26) июня 1800 года. По окончании курса в 1-м кадетском корпусе был произведён в 1819 году в прапорщики 11-й артиллерийской бригады и через год переведён в свиту Его Величества по квартирмейстерской части.
Зачисленный затем в Гвардейский Генеральный штаб, Веймарн участвовал в кампании 1828—1829 гг. против турок и находился при осаде Браилова, Шумлы и Силистрии. С 1829 года состоял при полномочном председателе диванов Молдавии и Валахии.
Произведённый в 1832 году в полковники, он был назначен исполняющим дела адъюнкт-профессора по тактике в Императорской военной академии, исполняя также в течение шести лет должность обер квартирмейстера гвардейского корпуса. 3 декабря 1839 года Веймарн за беспорочную выслугу 25 лет в офицерских чинах был удостоен ордена св. Георгия 4-й степени (№ 5914 по списку Григоровича — Степанова).
25 июня 1835 года Иван Фёдорович Веймарн был назначен флигель-адъютантом, а 1 июля 1839 года произведён в генерал-майоры с зачислением в свиту Его Императорского Величества.
В 1842 году Веймарн был назначен начальником штаба гвардейского корпуса и 6 декабря 1845 года пожалован генерал-адъютантом.
Умер 27 апреля (9 мая) 1846 года (исключён из свитских списков 6 мая) в Санкт-Петербурге, похоронен на Волковом лютеранском кладбище.
Веймарн считался талантливым профессором тактики и военной истории. Составленная им в 1840 году для военной академии «Высшая тактика» являлась солидным научным трудом в этой области.
Известность получили и его братья: Пётр с отличием участвовал в Наполеоновских войнах и подавлении Польского восстания 1830—1831 гг., Александр был сенатором, Фёдор был генерал-майором и командовал Учебным карабинерным полком.